# Кадисские кортесы

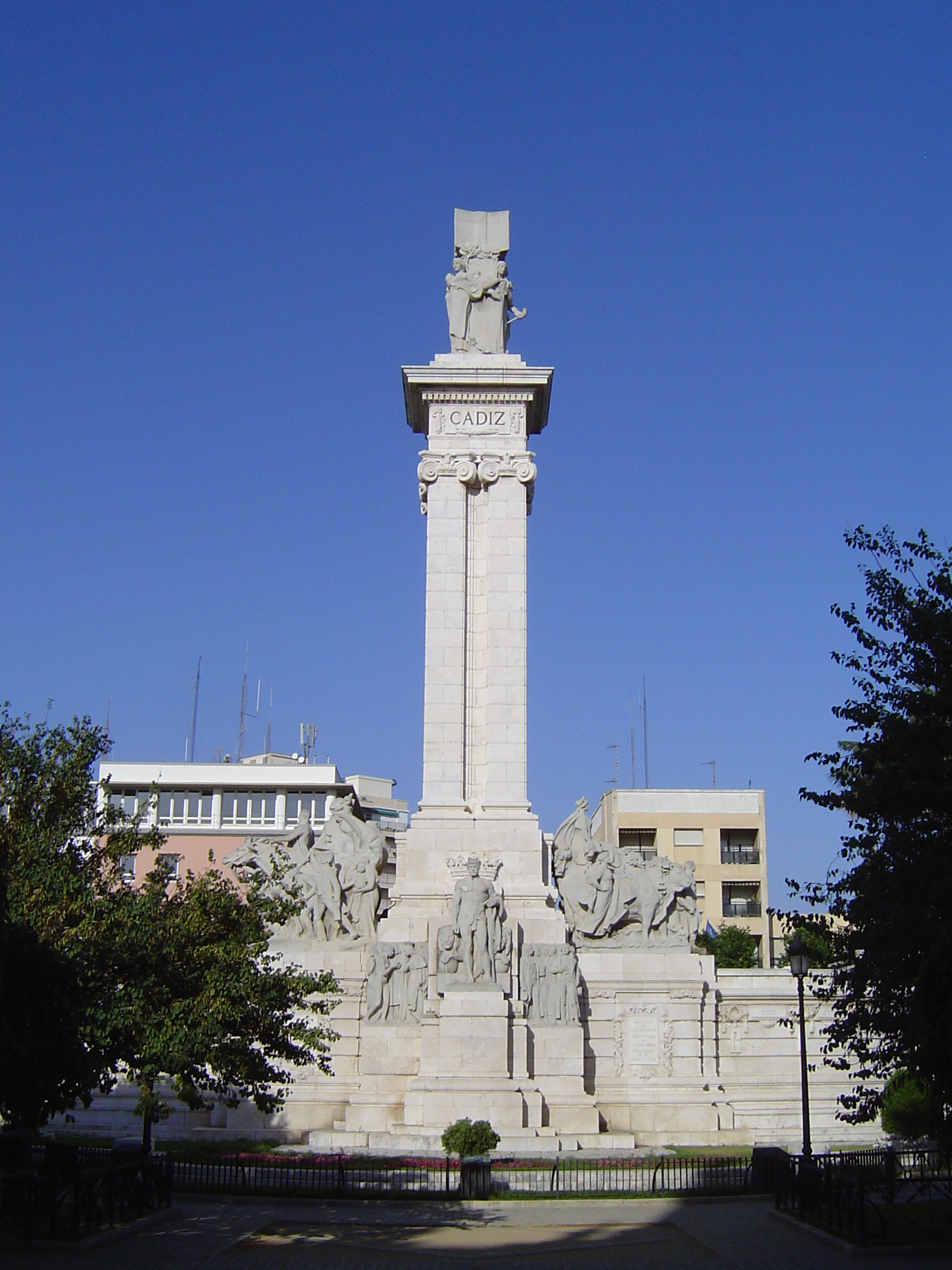
Монумент Кадисским Кортесам и Конституции 1812 года

Ка́дисские ко́ртесы (исп. Cortes de Cádiz) — учредительное собрание в Испании во время Испанской революции 1808—1814 годов.

## История
Кортесы были созваны 24 сентября 1810 года на острове Леон в качестве единственного представителя национального испанского суверенитета после французского вторжения и оккупации Испании во время наполеоновских войн и отречения короля Карла IV и его сына Фердинанда VII. Кортесы представляли всю Испанскую империю, включая также Испанскую Америку и Филиппины. Они отказались признавать незаконное правительство Жозефа Бонапарта и Байонскую конституцию. Своей главной целью кортесы считали разработку и приятие основного закона страны — конституции. Из общего числа депутатов кортесов, присутствовавших на их открытии, 55 были избранными, 19 — временно исполняющими обязанности депутатов европейских испанцев (суплентес) от провинций, оккупированных французами, 28 — американскими депутатами — суплентес.
Сообщение о начале работы испанского конгресса были встречены с ликованием и вылились в трехдневные праздники с церковными песнопениями и народными демонстрациями. 25 сентября 1810 года вице-президентом кортесов абсолютным большинством голосов был выбран депутат (пропьетарио) от Испанской Америки Рамон Пауэр-и-Хиральт, занимавший этот пост последующие два месяца — до 24 ноября 1810 года. 20 февраля 1811 года кортессы переместились в Кадис, где функционировали до 20 сентября 1813 года.
Кадисские кортесы приняли ряд важных решений, направленных на углубление революции: в октябре 1810 года введён закон о равенстве между испанцами и латиноамериканцами, установлена свобода слова и печати, в августе 1811 года издан закон об уничтожении сеньориальных прав и привилегий, в феврале 1813 года была упразднена инквизиция и приняты законы против религиозных орденов; кортесы приступили к конфискации и продаже церковных земель и отменили ряд налогов, взимавшихся в пользу церкви; ликвидировали цехи и гильдии и установили свободу торговли между метрополией и американскими колониями.
В целом законодательная деятельность Кадисских кортесов выражала главными требования буржуазной революции. Однако кортесы не сумели возглавить борьбу народных масс против французских войск, вторгшихся в Испанию в 1808 году, и сил внутренней реакции. Они распространяли свою власть на небольшую (неоккупированную) часть территории Испании. Кортесы не решились конфисковать земли светских феодалов и передать их крестьянам.
Самым серьёзным историческим актом Кадисских кортесов было принятие Кадисской конституции 1812 года, которая установила конституционную монархию (законодательная власть принадлежала кортесам и королю, исполнительная — королю) и принцип народного суверенитета 4 мая 1814 года, спустя шесть недель спустя после возвращения в страну короля Фердинанда VII, конституция была отменена, а Кадисские кортесы распущены.